# Patrick Mafisango
Patrick Mutesa Mafisango (* 9. März 1980 in Kinshasa, Zaire, heute DR Kongo; † 17. Mai 2012 in Daressalam, Tansania) war ein ruandischer Fußballspieler.

## Sportlicher Werdegang
Mafisango, der in Zaire geboren wurde, aber nach Ruanda übersiedelte und dort naturalisiert wurde, spielte ab 2006 für APR FC, im selben Jahr debütierte er für die ruandische Nationalmannschaft. Mit dem Klub wurde er zweimal in Folge Meister der National Football League und gewann durch einen 2:1-Endspielerfolg über Uganda Revenue Authority SC mit dem CECAFA Club Cup einen ersten internationalen Titel, anschließend wechselte er innerhalb der ruandischen Meisterschaft zum ATRACO FC. Auch hier wurde er in seiner ersten Spielzeit Landesmeister, es folgte 2009 mit dem erneuten Gewinn des CECAFA Club Cup – dieses Mal durch einen 1:0-Endspielerfolg über den ägyptischen Vertreter al-Merrikh Khartum – ein weiterer internationaler Titelerfolg. Anschließend kehrte er zum APR FC zurück, mit dem ruandischen Rekordmeister holte er 2010 das Double aus Meisterschaft und Landespokal. Beim 1:0-Endspielerfolg war ihm in der Nachspielzeit gegen Rayon Sports der entscheidende Treffer gelungen.
Im Sommer 2010 wechselte Mafisango nach Tansania zum Azam FC, der eine Transferoffensive gestartet hatte und neben ihm noch unter anderem den tansanischen Nationalspieler Mrisho Ngasa, den ugandischen Nationalspieler und vormaligen Torschützenkönig der Ugandan Super League Peter Ssenyonjo und Kali Ongala aus Schweden verpflichtet hatte. Nach nur einer Spielzeit verließ er jedoch als Tabellendritter den Klub bereits wieder und zog innerhalb von Daressalam weiter, wo er schloss sich dem Lokalrivalen Simba SC anschloss. Mit seinem neuen Klub gewann er 2012 die Meisterschaft, womit die Mannschaft seinerzeit nach Titeln zum Rekordmeister Young Africans SC aufschloss.
Im Mai 2012 kam Mafisango im Alter von 32 Jahren bei einem Autounfall ums Leben, als er bei einem Überholmanöver für einen Radfahrer von der Straße abkam. Bis zu seinem Tod hatte er 25 offizielle Länderspiele bestritten und dabei zwei Tore erzielt. Dabei hatte er mehrfach am CECAFA-Cup teilgenommen, bei der Finalniederlage im Endrundenturnier 2007 gegen die sudanesische Auswahlmannschaft im Elfmeterschießen hatte er ebenso mitgewirkt wie bei der 0:2-Endspielniederlage gegen Uganda zwei Jahre später.